# US Sassuolo Calcio (Frauenfußball)
Die Frauenfußballabteilung der US Sassuolo Calcio (früher ASD Sassuolo Calcio) entstand im September 2016 durch die Übernahme der ASD Reggiana Calcio. Die erste Mannschaft spielt seit der Spielzeit 2017/18 in der italienischen Serie A.

## Geschichte

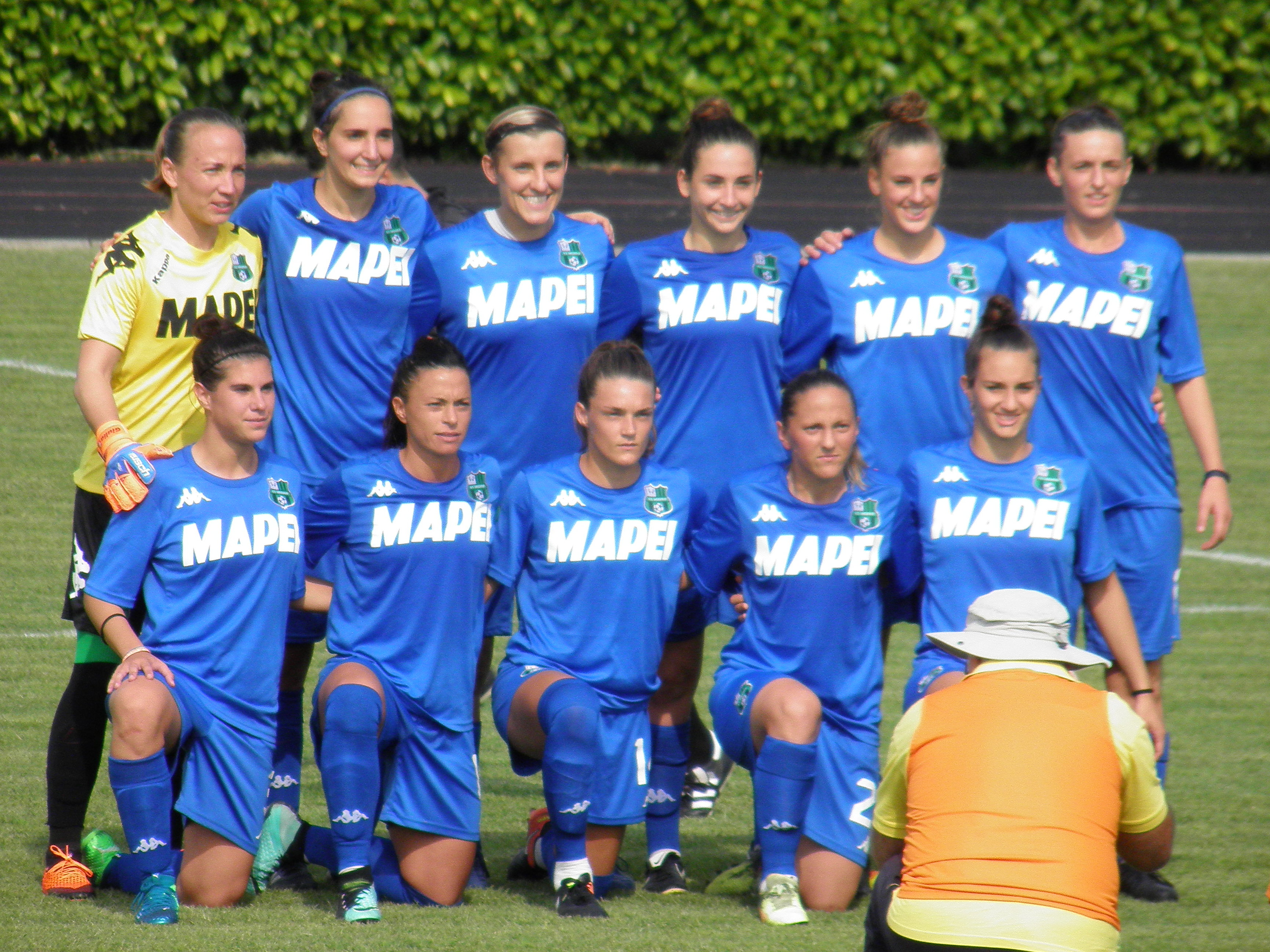
Mannschaftsfoto vorm Ligaspiel gegen die AS Rom (2018)

Bereits im Jahr 2015 hatte die US Sassuolo Calcio damit begonnen, den Jugendfußball der Frauen zu unterstützen. Während der laufenden Spielzeit wurde daraufhin im September 2016 die ASD Reggiana Calcio von Sassuolo übernommen und in ASD Sassuolo Calcio umbenannt. In der gleichen Spielzeit gelang der Frauenmannschaft auch der direkte Aufstieg in die Serie A. Trotz der Übernahme waren die US Sassuolo Calcio und die ASD Sassuolo Calcio zwei getrennte Vereine. Dies änderte sich im Jahr 2019 durch die Eingliederung in den männlichen Profiverein. Zur Spielzeit 2019/20 trat die Frauenmannschaft daraufhin erstmals als US Sassuolo Calcio an.

## Stadion
Bis zur Eingliederung in den männlichen Profiverein im Jahr 2019, trug die Frauenmannschaft ihre Spiele im Stadio Mirabello in Reggio nell’Emilia aus. Seit 2019 werden die Spiele direkt in Sassuolo im Stadio Enzo Ricci ausgetragen.

## Erfolge
- Aufstieg in Serie A: 2016/17

## Saisonstatistik
| Saison    | Liga    | Platz | S  | U | N  | Tore   | Punkte | Coppa Italia  |
| --------- | ------- | ----- | -- | - | -- | ------ | ------ | ------------- |
| 2016/17   | Serie B | 1.    | 22 | 3 | 1  | 102:15 | 69     | 1. Runde 1    |
| 2017/18   | Serie A | 9.    | 6  | 1 | 15 | 21:39  | 19     | Achtelfinale  |
| 2018/19   | Serie A | 5.    | 9  | 6 | 7  | 37:31  | 33     | Viertelfinale |
| 2019/20 2 | Serie A | 6.    | 7  | 2 | 7  | 29:19  | 23     | Viertelfinale |
| 2020/21   | Serie A | 3.    | 16 | 2 | 4  | 47:20  | 50     | Viertelfinale |
| 2021/22   | Serie A | 4.    | 13 | 4 | 5  | 44:24  | 43     | Gruppenphase  |
| 2022/23   | Serie A | 6.    | 11 | 5 | 10 | 36:36  | 38     | Gruppenphase  |
| 2023/24   | Serie A | 4.    | 11 | 3 | 12 | 39:41  | 36     | Viertelfinale |
| 2024/25   | Serie A | 8.    | 10 | 4 | 12 | 45:49  | 34     | Halbfinale    |

Anmerkung: Grün unterlegte Spielzeiten kennzeichnen den Aufstieg.